# Hažín
Hažín is een Slowaakse gemeente in de regio Košice, en maakt deel uit van het district Michalovce.
Hažín telt 439 inwoners.